# Gazeta Lwowska
Gazeta Lwowska (рус. Львовская газета) — старейшая польскоязычная газета в мире среди выходивших в наши дни, издававшаяся в 1811—1944 и с 1988 (регулярно с 24 декабря 1990 по 2012 год) во Львове. В 1811—1918 годах была официальным органом австрийских властей. Издавала приложение «Rozmaitości» («Всякая всячина»). В 1812 году начала выходить также и на немецком языке; во время немецкой оккупации также выходила на польском («Gazeta Lwowska»), немецком («Lemberger Zeitung») и украинском («Львівські вісті»); при этом газета занимала коллаборационистскую позицию.
До 1944 года издавалась ежедневно, после 1990 года — каждые две недели. Редактор газеты — Ирена Масальская.
В 2012 году выпуск газеты был прекращён в связи с отсутствием финансирования польских организаций со стороны правительства Дональда Туска.